# Station Possilpark and Parkhouse
Possilpark and Parkhouse is een spoorwegstation van National Rail in Glasgow City in Schotland. Het station is eigendom van Network Rail en wordt beheerd door ScotRail. 